# Nazionale di bob d'Israele
La nazionale di bob di Israele (in ebraico נבחרת ישראל במזחלות קרח‎?) è la selezione che rappresenta Israele nelle competizioni internazionali di bob.

## Storia
L'idea di fondare una squadra di bob israeliana venne all'ebreo californiano Aaron Zeff, ex pilota dell'Aeronautica militare degli Stati Uniti, assistendo alle gare di bob delle Olimpiadi invernali di Salt Lake City 2002. Dopo aver chiamato il suo amico John E. Frank, ex giocatore di football nella NFL e vincitore di due Super Bowl con i San Francisco 49ers, ottennero l'approvazione del Comitato olimpico israeliano, affiliandosi alla Federazione internazionale di bob e toboga (FIBT). Nell'autunno del 2002 Zeff e Frank iniziarono a scendere con il bob sulla di Calgary, schiantandosi parecchie volte finché Zeff dovette fermarsi per due mesi in seguito ad una frattura da compressione alla colonna vertebrale. Venne così reclutato come novo frenatore David Greaves di Winnipeg. Allenati dal neozelandese Ross Dominikovich, Zeff e Greaves tornarono in pista riuscendo finalmente a completare qualche discesa senza incidenti. Dopo l'Aliyah nel maggio 2003, nel mese di novembre successivo la squadra di bob israeliana fece il debutto ufficiale nella Coppa nordamericana di bob sulla pista di Park City, nello Utah. Venne incluso nella squadra anche Moshe Horowitz, originario del Connecticut. Nell'ultimo evento di Lake Placid, il bob si spezzò a metà durante gli allenamenti, ma grazie all'aiuto del paramedico Andy Teig (che in seguito divenne frenatore della squadra) la slitta venne aggiustata lavorando tutta la notte, consentendo così di piazzarsi al quinto posto finale su 19 equipaggi, qualificandosi per i Campionati mondiali di bob 2004 a Königssee, in Germania, dove giunsero al 34º posto e concludendo al all'11º posto nella Coppa del Mondo di bob 2004-2005. Nei successivi Campionati mondiali di bob 2005 di Calgary il bob di Aaron Zeff e Moshe Horowitz si classificò al 34º posto su 38 equipaggi.
Nella stagione 2005-2006 la squadra decise di non partecipare alle competizioni a cuasa del mancato sostegno del Comitato olimpico israeliano e per motivi familiari dei componenti, impedendo così la qualificazione alle Olimpiadi invernali di Torino 2006.
Dopo aver debuttato alle Olimpiadi di Pyeongchang 2018, lo skeletonista AJ Edelman tentò di qualificarsi anche con il bob per le Olimpiadi di Pechino 2022, non riuscendoci però per appena 0.2 secondi.